# Asianopis schoutedeni
Espèce
Synonymes
- Dinopis schoutedeni Giltay, 1929
- Deinopis schoutedeni Giltay, 1929

Asianopis schoutedeni est une espèce d'araignées aranéomorphes de la famille des Deinopidae.

## Distribution
Cette espèce est endémique d'Équateur au Congo-Kinshasa,. Elle se rencontre vers Mbandaka.

## Description
La femelle holotype mesure 29 mm.

## Systématique et taxinomie
Cette espèce a été décrite sous le protonyme Deinopis schoutedeni par Giltay en 1929. Elle est placée dans le genre Asianopis par Chamberland, Agnarsson, Quayle, Ruddy, Starrett et Bond en 2022.

## Étymologie
Cette espèce est nommée en l'honneur de Henri Schouteden.

## Publication originale
- Giltay, 1929 : « Notes arachnologiques africaines. I. Une espèce nouvelle de Dinopis (Dinopis Schoutedeni nov. sp.) du Congo belge. II. Myrmarachne foenisex Sim., araignée myrmécophile oecophylliforme, au Congo belge. » Revue de Zoologie et de Botanique Africaines, vol. 18, p. 23-27.